# Historia de la bandera de Argentina

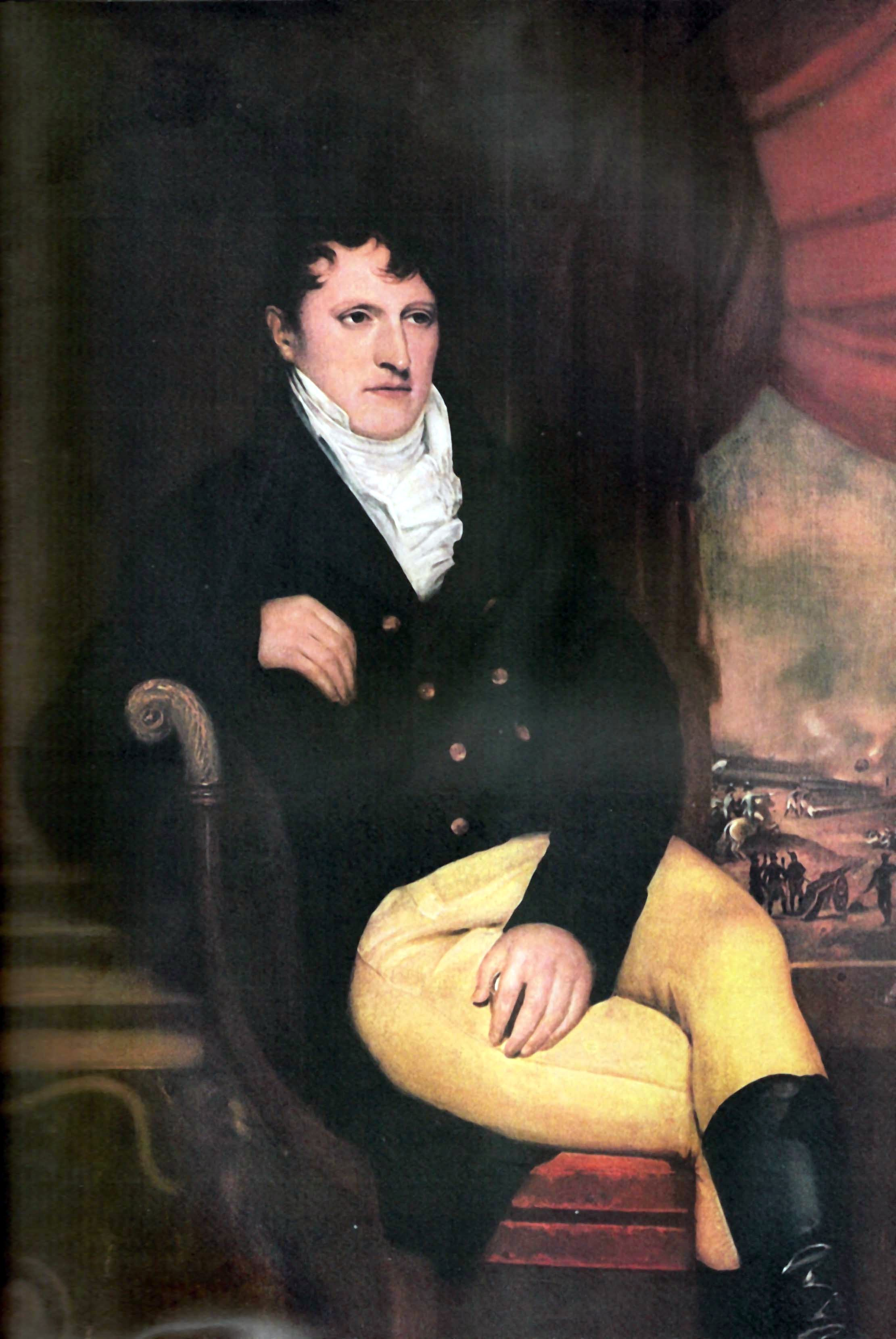
Reproducción del retrato de Manuel Belgrano realizado en Londres (1815) por el francés François Casimir Carbonnier, para quien posó Belgrano durante una misión diplomática. El cuadro actualmente se conserva en el Museo Municipal de Artes Plásticas “Dámaso Arce” ubicado en Olavarría; en el "fondo" de este cuadro se puede observar una bandera con una franja azulceleste horizontal superior y una blanca inferior también horizontal.

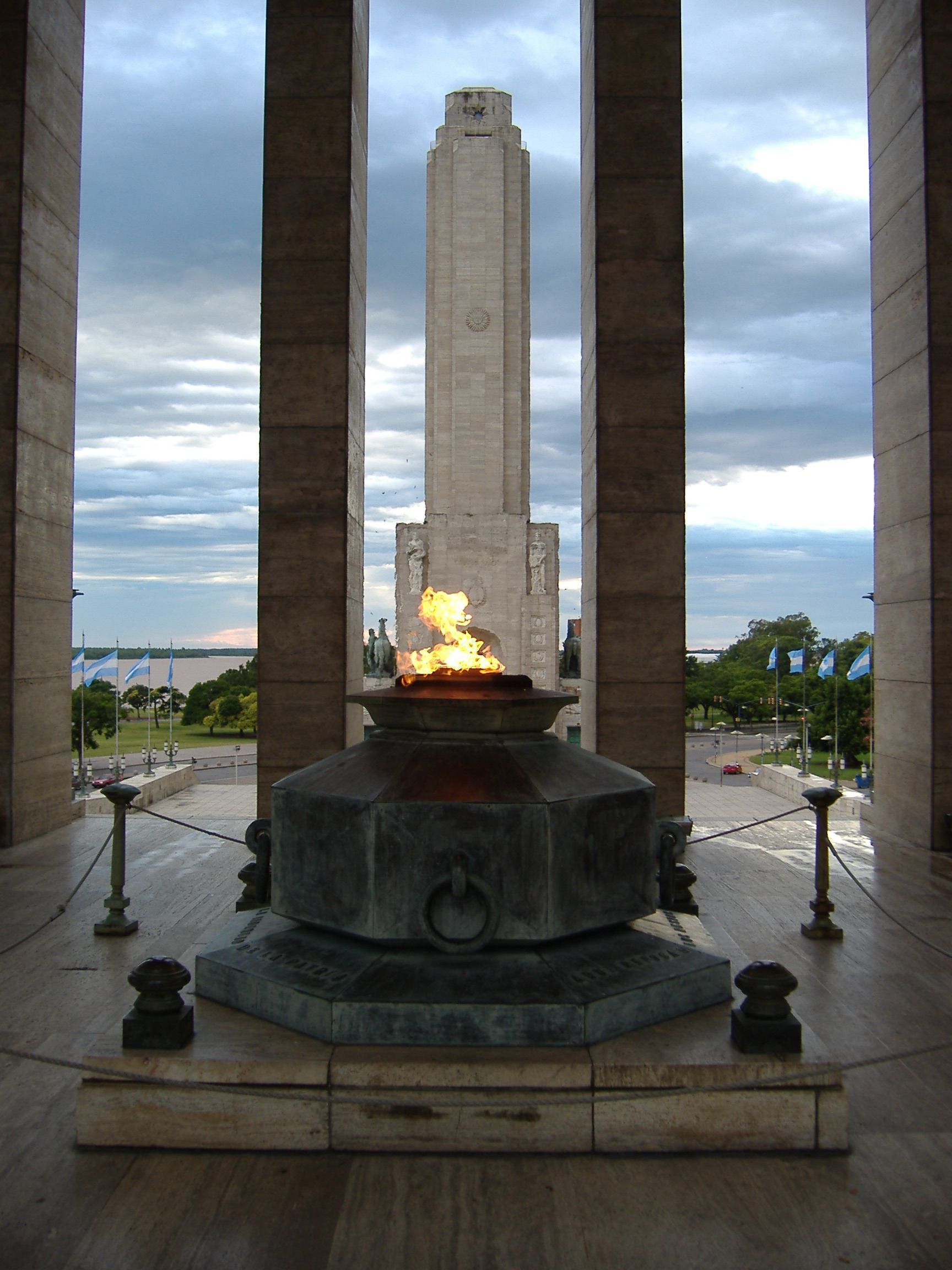
Monumento Histórico Nacional a la Bandera en Rosario.

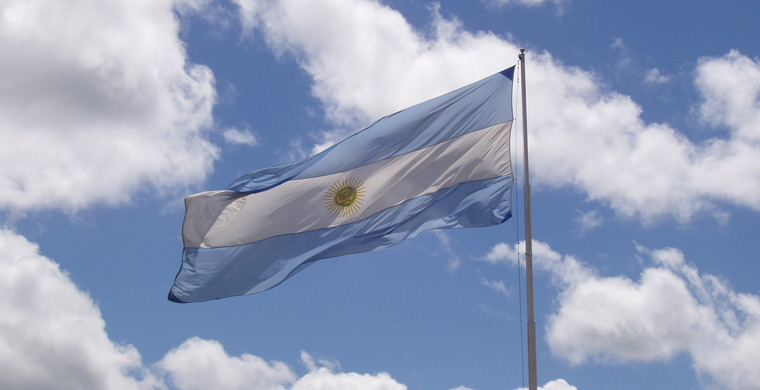
Bandera argentina flameando.

La creación de la bandera de la Argentina es generalmente atribuida a Manuel Belgrano, quien hizo una bandera a principios de 1812 usando los colores blanco y celeste conforme a los de la escarapela ya oficializada, pero se desconoce cuál era la intensidad del color celeste y cuál era su diseño —el que varía en la cantidad de dos a tres franjas y en su ubicación horizontal o vertical— ya que la bandera oficial finalmente adoptada es la menor que fue la que estableció el Congreso de Tucumán —como símbolo patrio de las Provincias Unidas del Río de la Plata— mediante la ley del 26 de julio de 1816, la dividió en tres franjas horizontales de igual tamaño, de color celeste la superior e inferior y de color blanco la central, a la que se le agregó el Sol de Mayo, establecido por la ley del 25 de febrero de 1818.

## Banderas de Belgrano

### Los colores
Los colores celeste y blanco fueron elegidos por los reyes de la casa de Borbón en España para su presea o condecoración más importante entonces otorgada: la Orden de Carlos III. Sobre la base de esta presea surgió durante las Invasiones Inglesas la escarapela y el penacho del Cuerpo de Patricios en Buenos Aires.

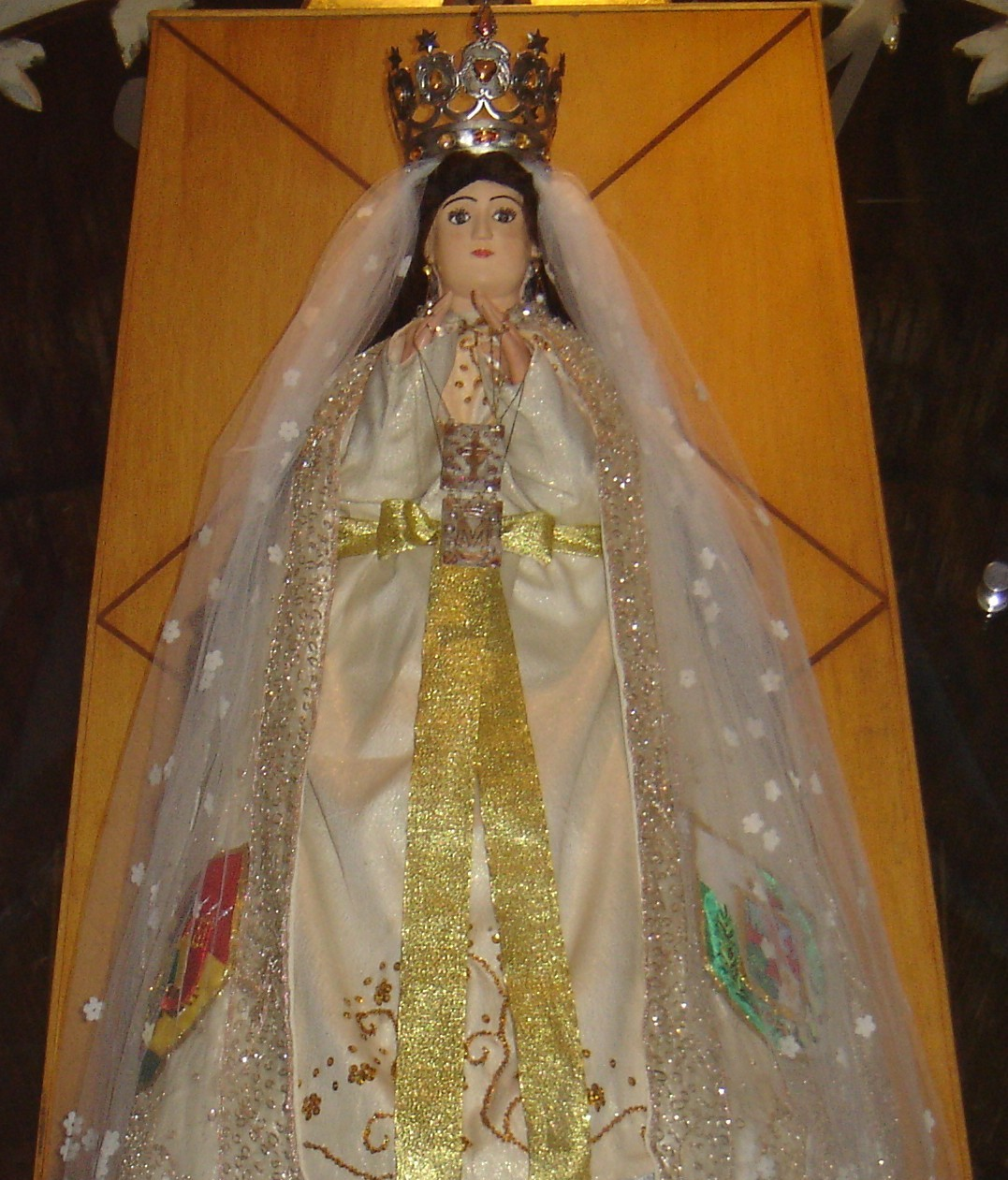
Virgen María de Cotoca (la capa azul-celeste está actualmente cubierta por un tul blanco).
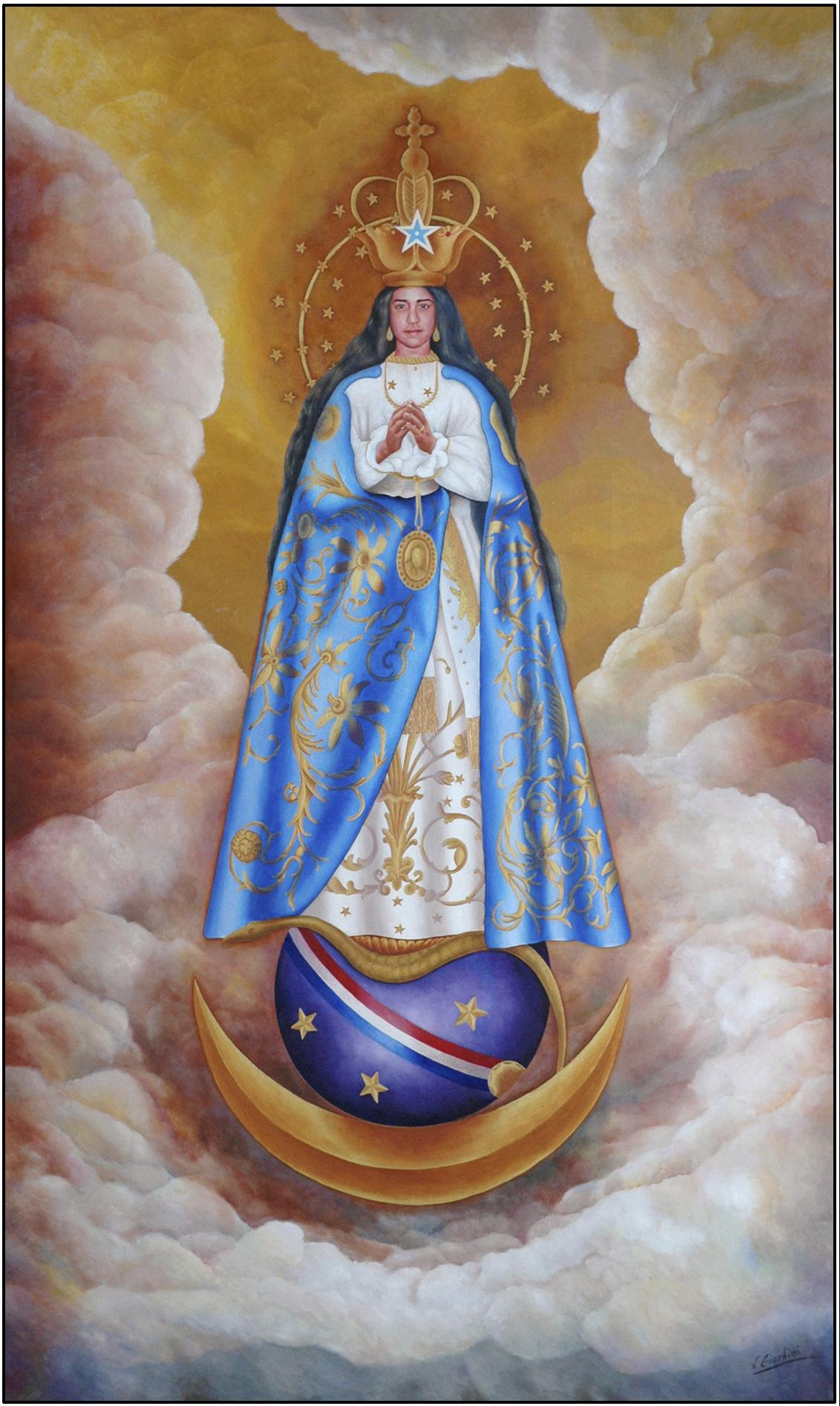
Virgen de Caacupé.
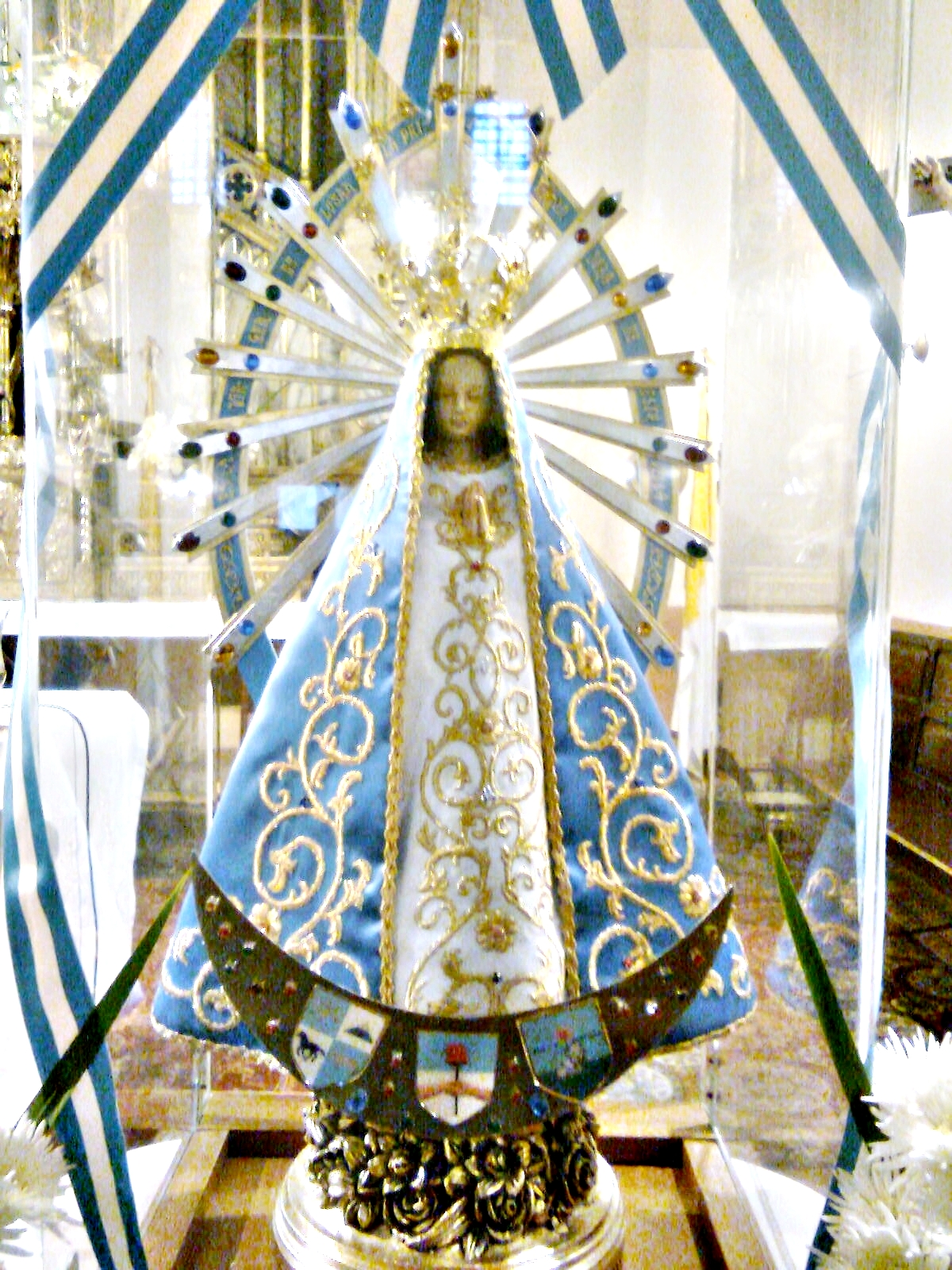
Virgen de Luján.

### La bandera izada en Rosario
El 27 de febrero de 1812 Manuel Belgrano ofició al gobierno:

Las banderas de nuestros enemigos son las que hasta ahora hemos usado; pero ya que V.E. ha determinado la escarapela nacional con que nos distinguiremos de ellos y de todas las naciones, me atrevo a decir a V.E. que también se distinguieran aquéllas, y que en estas baterías no se viesen tremolar sino las que V.E. designe. ¡Abajo, Excelentísimo Señor, esas señales exteriores que para nada nos han servido y con las que parece que aún no hemos roto las cadenas de la esclavitud!

Sin esperar respuesta, al día siguiente —27 de febrero de 1812— Belgrano inauguró la batería de artillería que llamó Independencia en la isla del Espinillo —hoy perteneciente a Entre Ríos— a orillas del río Paraná, próxima a la Villa del Rosario, la actual ciudad de Rosario. En solemne ceremonia realizada sobre las barrancas que dan al río Paraná, —generalmente se supone que en el sitio en donde se estaba construyendo la batería Libertad— Belgrano dio a conocer por primera vez la bandera de su creación. La tradición local señala que esa primera bandera fue confeccionada por una vecina de Rosario: María Catalina Echevarría de Vidal, y quien tuvo el honor de izar la enseña fue el civil Cosme Maciel, también vecino de Rosario.

¡Soldados de la Patria! En este punto hemos tenido la gloria de vestir la escarapela nacional que ha designado nuestro Excmo. Gobierno: en aquel, la batería de la Independencia, nuestras armas aumentaran las suyas; juremos vencer a nuestros enemigos interiores y exteriores, y la América del Sur será el templo de la Independencia y de la Libertad. En fe de que así lo juráis, decid conmigo ¡Viva la Patria!

Bandera izada por Belgrano en Rosario hacia 1812.

Señor capitán y tropa destinada por la primera vez á la batería Independencia; id, posesionaos de ella, y cumplid el juramento que acabáis de hacer.

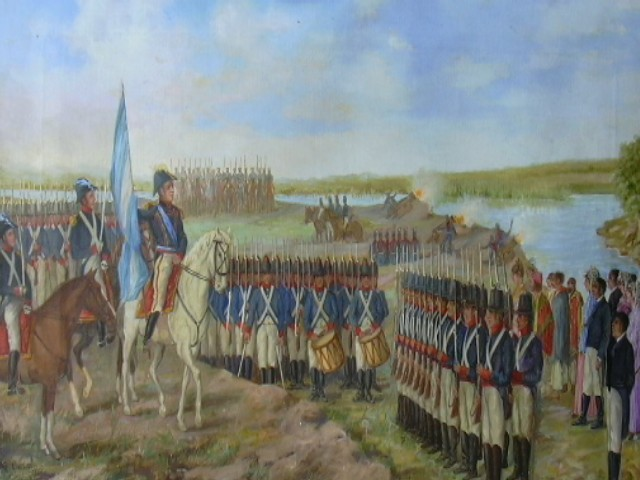
Retrato de Belgrano tomando juramento a las tropas en las barrancas del río Paraná en 1812. Óleo sobre tela. Autor: Rafael del Villar. Fecha de ejecución: 1947.

De esas acciones ofició al gobierno:

Excmo. Señor,

En este momento, que son las seis y media de la tarde, se ha hecho salva en la batería de la Independencia, y queda con la dotación competente para los tres cañones que se han colocado, las municiones y la guarnición.

He dispuesto para entusiasmar las tropas y á estos habitantes, que se formasen todas aquellas, y les hablé en los términos de la copia que acompaño.

Siendo preciso enarbolar bandera, y no teniéndola, la mandé hacer blanca y celeste, conforme á los colores de la escarapela nacional: espero que sea de la aprobación de Vuestra Excelencia.

Rosario, 27 de febrero de 1812.
Excmo. Señor,

Manuel Belgrano.

Excmo. gobierno superior de las Provincias del Rio de la Plata.

El hecho de que Belgrano escribiera blanca y celeste y no celeste y blanca, es considerado por algunos autores para afirmar que esa bandera tenía dos franjas horizontales, una blanca arriba y otra celeste abajo; y por otros como blanca, celeste y blanca. La distribución blanca y celeste coincide con la escarapela de borde blanco y fondo celeste que aparece en el retrato de Francisco Ortiz de Ocampo existente en el Museo Histórico Nacional en Buenos Aires.
De las comunicaciones de Belgrano algunos autores deducen que la bandera fue colocada en la batería Independencia, pues la batería Libertad no estaba terminada y no fue mencionada por Belgrano. Apoya esta opinión la comunicación de Belgrano al gobierno del 18 de julio de 1812, en donde expresa: "En seguida se circuló la orden, llegó á mis manos; la batería se iba á guarnecer, no habia bandera, y juzgué que sería la blanca y celeste la que nos distinguiria como la escarapela, y esto, con mi deseo de que estas provincias se cuenten como una de las naciones del globo, me estimuló á ponerla."

### Juramento de Jujuy
El 3 de marzo de 1812 el Triunvirato prohibió al general Belgrano utilizar la bandera de su creación, por razones de política internacional basadas en la máscara de Fernando VII, ordenando que la ocultara disimuladamente y que la reemplazara por la usada en el fuerte de Buenos Aires, la rojigualda, que se le envió.

Se ha impuesto esta superioridad por el oficio de Vuestra Señoría de 27 del pasado, de haber quedado expedita la batería que nombra de la Independencia y de lo demás que ha practicado, con el objeto de entusiasmar la tropa de su mando. Así la situación presente, como el orden y consecuencia de principios á que estamos ligados, exige por nuestra parte, en materias de la primera entidad del Estado, que nos conduzcamos con la mayor circunspección y medida; por eso es que las demostraciones con que Vuestra Señoría inflamó á la tropa de su mando, esto es, enarbolando la bandera blanca y celeste, como indicante de que debe ser nuestra divisa sucesiva, las cree este gobierno de una influencia capaz de destruir los fundamentos con que se justifican nuestras operaciones y protestas que hemos sancionado con tanta repetición, y que en nuestras comunicaciones exteriores constituyen las principales máximas políticas que hemos adoptado. Con presencia de esto y de todo lo demás que se tiene presente en este grave asunto, ha dispuesto este gobierno que sujetando Vuestra Señoría sus conceptos á las miras que reglan las determinaciones con que él se conduce, haga pasar como un rasgo de entusiasmo el suceso de la bandera blanca y celeste enarbolada, ocultándola disimuladamente y subrogándola con la que se le envia, que es la que hasta ahora se usa en esta fortaleza, y que hace el centro del Estado; procurando en adelante no prevenir las deliberaciones del gobierno en materia de tanta importancia y en cualquiera otra que, una vez ejecutada, no deja libertad para su aprobación, y cuando menos, produce males inevitables, difíciles de reparar con buen suceso.

Como entre el 1 y el 2 de marzo de 1812 Belgrano emprendió la marcha al norte de inmediato para hacerse cargo del Ejército del Norte, no tomó conocimiento de la orden de desechar la bandera emitida el 3 de marzo, la cual fue recibida en Rosario por el comandante que remplazó a Belgrano, quien debió cumplir la orden de retirar la bandera que algunos autores suponen ondeaba en la batería Independencia.
Luego de avanzar hasta San Salvador de Jujuy, el 25 de mayo de 1812 celebró el segundo aniversario de la Revolución de Mayo con un Te Deum en la iglesia matriz, durante el cual el canónigo Juan Ignacio Gorriti bendijo una bandera. Belgrano hizo jurar a las tropas la bandera, que él llamó nacional:

Soldados, hijos dignos de la patria, camaradas míos: (...) el 25 de mayo será para siempre memorable en los anales de nuestra historia, y vosotros tendréis un motivo mas dé recordarlo, cuando, en él por primera vez, veis la bandera nacional en mis manos, que ya os distingue de las demás naciones del globo, sin embargo de los esfuerzos que han hecho los enemigos de la sagrada causa que defendemos, para echarnos cadenas aun mas pesadas que las que cargabais (...) no olvidéis jamas que nuestra obra es de Dios, que él nos ha concedido esta bandera, que nos manda que la sostengamos, y que no hay una sola cosa que no nos empeñe á mantenerla con el honor y decoro que le corresponde. Nuestros padres, nuestros hermanos, nuestros hijos, nuestros conciudadanos, todos, todos, fijan en vosotros la vista y deciden que á vosotros es á quienes corresponderá todo su reconocimiento, si continuáis en el camino de la gloria que os habéis abierto. Jurad conmigo ejecutarlo así, y en prueba de ello repetid: ¡Viva la patria!

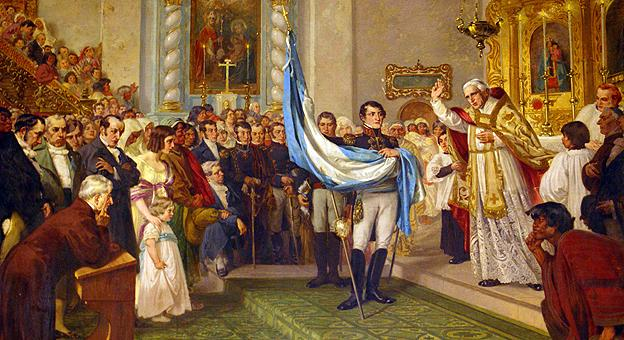
Bendición de la bandera de Belgrano por el canónigo Juan Ignacio Gorriti en la iglesia matriz de San Salvador de Jujuy, sostenida por Manuel Belgrano. Óleo de Luis de Servi.

Se desconoce si la bandera izada en Rosario fue llevada por Belgrano a Jujuy o si quedó en la guarnición de las baterías, de acuerdo a la usanza militar que prescribe que las banderas pertenecen a los cuerpos militares y no a sus comandantes, y en tal caso si fue eliminada por el nuevo comandante de las baterías.
El 29 de mayo Belgrano informó al gobierno sobre los festejos del 25 de mayo:

Excmo. Señor,

He tenido la mayor satisfacción de ver la alegría, contento y entusiasmo con que se ha celebrado en esta ciudad el aniversario de la libertad de la patria, con todo el decoro y esplendor de que ha sido capaz, así con los actos religiosos de vísperas y misa solemne con Te Deum, como la fiesta del alférez mayor D. Pablo Mena, cooperando con sus iluminaciones propias á su regocijo.

La tropa de mi mando no menos ha demostrado el patriotismo que la caracteriza: asistió al rayar el dia á conducir la bandera nacional, desde mi posada, que llevaba el barón de Holemberg, para enarbolar en los balcones del ayuntamiento, y se anunció al pueblo con quince cañonazos.

Concluida la misa, la mandé llevar á la iglesia, y tomada por mí la presenté al D. Juan Ignacio Gorriti, que salió revestido á bendecirla, permaneciendo el presidente, el cabildo y todo el pueblo en la mayor devoción en este santo acto.

Verificada que fue, la volví á manos del baron para que se colocase otra vez donde estaba, y al salir de la iglesia se repitió otra de igual número de tiros con grandes vivas y aclamaciones.

Por la tarde se formó la tropa en la plaza, y fui en persona á las casas del ayuntamiento, donde este me esperaba con su teniente gobernador: saqué por mí mismo la bandera y la conduje acompañado del expresado cuerpo, y habiendo mandádose hacer el cuadro doble, hablé á las tropas, según manifiesta el n° 1, las cuales juraron con todo entusiasmo, al son de la música y última salva de artillería, sostenerla hasta morir.

En seguida, formados en columna, me acompañaron á depositar la bandera en mi casa, que yo mismo llevaba en medio de Aclamaciones y vivas del pueblo, que se complació de la señal que ya nos distingue de las demás naciones, no confundiéndonos igualmente con los que á pretexto de Fernando VII tratan de privar á la América de sus derechos, y usan las mismas señales que los Españoles subyugados por Napoleón.

Á la puerta de mi posada hizo alto la columna, formó en batalla, y pasando yo por sobre las filas la bandera, puedo asegurar á Vuestra Excelencia que vi, observé el fuego patriótico de la tropas, y también oí en medio de un acto tan serio murmurar entre dientes: "Nuestra sangre derramaremos por esta bandera (...)"

No es dable á mi pluma pintar el decoro y respeto de estos actos, el gozo del pueblo, la alegría del soldado, ni los efectos que palpablemente he notado en todas las clases del Estado, testigo de ellos: solo puedo decir que la patria tiene hijos que sin duda sostendrán por todos medios y modos su causa, y que primero perecerán que ver usurpados sus derechos.

(...)
Dios guarde á Vuestra Excelencia muchos años.

Jujuy, 29 de mayo de 1812.

Manuel Belgrano.

Excmo. superior gobierno de las Provincias Unidas del Rio de la Plata.

El Triunvirato amonestó por ello a Belgrano el 27 de junio:

Cuando en 3 de marzo último se hallaba Vuestra Señoría en la batería del Rosario, se le dijo lo que sigue: [repite la comunicación del 3 de marzo de 1812]

Comparando, pues, este gobierno el contenido de este oficio con el de Vuestra Señoría de 29 de mayo próximo pasado y la copia número 1 adjunta, le ha herido una sensación, que solo pudo suspender el precedente concepto de sus talentos y probidad. Los impulsos grandes que de cualquier punto de una esfera se arrojen hacia su centro, ¿qué mas pueden hacerle que oscilarla y excentrificarla? Tales, pues, son los efectos de los procedimientos de Vuestra Señoría en parte. Los que constituyen esta superioridad, que hace el centro ó punto en que gravitan los grandes negocios que el sistema de las relaciones que han de formar ó aproximar á la dignidad de un Estado á unos pueblos informes y derramados á distancias extraordinarias, pero que con sobrada justicia y oportunidad se han avanzado y esfuerzan en constituirlo, no pueden contenerse sino en el punto de un celo enérgico pero prudente. Á Vuestra Señoría le sobra penetración para llegar con ella al cabo de la trascendencia de tal proceder: el gobierno, pues, consecuente á la confianza que ha depositado en Vuestra Señoría, deja á Vuestra Señoría mismo la reparación de tamaño desorden; pero debe igualmente prevenirle que esta será la última vez que sacrificará hasta tan alto punto los respetos de su autoridad, y los intereses de la nación que preside y forma, los que jamas podrán estar en oposición á la uniformidad y orden. Vuestra Señoría á vuelta de correo dará cuenta exacta de lo que haya hecho en cumplimiento de esta superior resolución. Dios guarde á Vuestra Señoría muchos años.

Buenos Aires, 27 de junio de 1812. Al general en jefe Manuel Belgrano.

Belgrano contestó el 18 de julio excusándose en no haber conocido la orden de desechar la bandera:

Debo hablar á Vuestra Excelencia con la ingenuidad propia de mi carácter, y decirle, con todo respeto, que me ha sido sensible la reprensión que me da en su oficio de 27 del pasado, y el asomo que hace de poner en ejecución su autoridad contra mí, si no cumplo con lo que se manda relativo á la bandera nacional, acusándome de haber faltado á la prevención del 3 de marzo, por otro tanto que hice en el Rosario.

Para hacer ver mi inocencia, nada tengo que traer mas á la consideración de Vuestra Excelencia, que en 3 de marzo referido no me hallaba en el Rosario; pues, conforme á sus órdenes del 27 de febrero, me puse en marcha el 1° ó 2 del insinuado marzo, y nunca llegó á mis manos la contestación de Vuestra Excelencia que ahora recibo inserta; pues á haberla tenido, no habría sido yo el que hubiese vuelto á enarbolar tal bandera, como interesado siempre en dar ejemplo de respeto y obediencia á Vuestra Excelencia, conociendo que de otro modo no existiría el orden, y toda nuestra causa iría por tierra.

Vuestra Excelencia mismo sabe que sin embargo de que habia en el ejército de la patria cuerpos que llevaban la escarapela celeste y blanca, jamas la permití en el que se me puso á mandar, hasta que viendo las consecuencias de una diversidad tan grande, exigí de Vuestra Excelencia la declaración respectiva.

En seguida se circuló la orden, llegó á mis manos; la batería se iba á guarnecer, no habia bandera, y juzgué que sería la blanca y celeste la que nos distinguiria como la escarapela, y esto, con mi deseo de que estas provincias se cuenten como una de las naciones del globo, me estimuló á ponerla.

Vengo á estos puntos, ignoro, como he dicho, aquella determinación, los encuentro fríos, indiferentes y tal vez enemigos; tengo la ocasión del 25 de mayo; y dispongo la bandera para acalorarlos y entusiasmarlos, ¿y habré por esto cometido un delito? Lo sería, Excmo. Señor, si, á pesar de aquella orden, yo, hubiese querido hacer frente á las disposiciones de Vuestra Excelencia; no así estando enteramente ignorante de ella; la que se remitiría al comandante del Rosario, y obedecería, como yo lo hubiera hecho si la hubiese recibido.

La bandera la he recogido, y la desharé para que no haya ni memoria de ella, y se harán las banderas del regimiento n° 6 sin necesidad de que aquella se note por persona alguna; pues si acaso me preguntaren por еllа, responderé que se reserva para el dia de una gran victoria por el ejército, y como esta está lejos, todos la habrán olvidado, y se ostentarán con lo que se les presente.

(...)

Jujuy, 18 de julio de 1812.

Excmo. Señor,
Manuel Belgrano.
Excmo. gobierno de las Provincias del Rio de la Plata.

En esta comunicación Belgrano volvió a decir que la bandera era blanca y celeste. El triunfo lo obtuvo él mismo el 24 de septiembre de 1812 en la batalla de Tucumán.

### Juramento del río Pasaje
Ya caído el Primer Triunvirato, en enero de 1813 Belgrano volvió a confeccionar otra bandera, lo cual fue tolerado por la Asamblea del Año XIII al iniciar sus deliberaciones el 31 de enero de 1813, debido probablemente a que sería usada como bandera del Ejército del Norte, y no del Estado. En El Redactor cuando se comenta la sesión del 4 de marzo de 1813 se felicita a la Asamblea por: ver exaltado el pabellón de la patria en el primer período de su feliz instalación.
El día 13 de febrero de 1813, después de cruzar el río Pasaje (desde entonces llamado también Juramento), el Ejército del Norte prestó juramento de obediencia a la soberanía de la Asamblea del Año XIII: 

Cumpliendo con lo que Vuestra Excelencia me ordena con fecha 1° del corriente, procedí este día a prestar el reconocimiento y competente juramento de obediencia a la soberana representación de la Asamblea Nacional bajo la solemnidad respetuosa de las armas a mi mando, y según la fórmula que V.E. me prescribe. El acto creo haber sido uno de los más solemnes que se han celebrado en toda la época de nuestra feliz revolución. La bandera del Ejército fué conducida por el Mayor General D. Eustoquio Díaz Vélez, a quien llevábamos en medio el Coronel Don Martín Rodríguez y yo escoltados de una compañía de granaderos que marchaba al són de música. Formando el Ejército en cuadro, se situó en medio dicho Mayor General con la bandera, proclamé al ejército, anunciándole la nueva que motivaba aquel acto, e hice leer en voz alta el oficio circular de V.E. e impreso adjunto. Inmediatamente presté, por mi parte, el juramento a presencia de las tropas, y bajo la fórmula prescripta, ante el Mayor General, quien lo ejecutó del mismo modo ante mí. Continuaron después los coroneles y comandantes del ejército y, concluido el juramento de éstos, interrogué bajo la misma fórmula a todos los individuos que formaban el cuadro, quienes con sus expresiones y la alegría de sus semblantes, manifestaban la sinceridad de sus promesas y el júbilo que había causado en todos, el logro de sus justos deseos. Colocando después, el Mayor General, su espada en cruz con la asta bandera, todas las tropas en desfilada, la fueron besando de uno en uno, y finalizado éste acto, volvió el mismo Mayor General con la bandera hasta el lugar de mi alojamiento a la cabeza de todos los cuerpos, que le seguían a són de música. Yo no puedo manifestar a V.E. cuanto ha sido el regocijo de las tropas y demás individuos que siguen a éste ejército: una recíproca felicitación de todos por considerarse ya revestidos con el carácter de hombres libres, y las más ardientes y reiteradas protestas de morir antes de volver a ser esclavos, han sido las expresiones comunes con que han celebrado tan feliz nueva y que deben afianzar las esperanzas de cimentar, muy en breve, el gran edificio de nuestra libertad civil.

El hecho fue narrado por el coronel Lorenzo Lugones en sus Recuerdos históricos, mencionando que la bandera era blanca y celeste:

Llegamos al río del Pasaje, punto de reunión general para el ejército, y aquí se recuerda un acto solemne, digno de la historia. Habiendo el ejército formado en parada conforme á la orden general, se presentó en el cuadro, Belgrano con una bandera blanca y celeste en la mano que la colocó con mucha circunpección y reverencia en un altar situado en medio del cuadro, proclamó enérgica y alusivamente y concluyó diciendo; "Este será el color de la nueva divisa con que marcharán á la lid los nuevos campeones de la Patria" (...)
El ejército ratificó su juramento besando una cruz que formaba la espada de Belgrano, tendida horizontalmente sobre el asta de la bandera: con este ceremonial concluyó el acto y el ejército quedó dispuesto para la primera señal de partida.

A distancia de cien pasos del paso del río, sobre la ribera que gira al oeste, á la altura de un notable barranco, había un árbol que por su magnitud se distinguía sobre todos los de sus cercanías; limpiando una parte de su corteza, hacia media altura de un hombre, en medio de un círculo de palma y laurel, dibujado en el tronco del árbol se grabó una inscripción que decía; Río del Juramento, y más abajo la siguiente estrofa:

Triunfaréis de los tiranos

Y á la patria daréis gloria

Si, fieles americanos

Juráis obtener victoria.

### Batalla de Salta
El 20 de febrero de 1813 se libró la batalla de Salta, en la cual Belgrano logró un triunfo completo. Esta es la primera batalla que fue presidida por la bandera blanca y celeste, como bandera del Ejército del Norte. Concluida la batalla de Salta la bandera fue colocada en el balcón del Cabildo por Eustoquio Díaz Vélez y los trofeos apoderados de los realistas ubicados en la Sala Capitular.
Díaz Vélez, nombrado gobernador militar de la Intendencia de Salta del Tucumán, fue la primera autoridad salteña en utilizar la bandera celeste y blanca.

Es bueno recordar que Eustoquio Díaz Vélez la expondrá luego en el cabildo para manifestar que la Nación que se gestaba se instalaba definitivamente en el hoy noroeste argentino.

Cuando Belgrano viajó junto a Bernardino Rivadavia en misión diplomática a Londres en 1815 fue retratado por el artista francés François Casimir Carbonnier, observándose en el retrato que junto a él hay un detalle de una batalla —la de Tucumán según algunos autores, la de Salta, según otros— en la que ondea una bandera blanca en su mitad superior y celeste en la inferior.

Esta bandera fue usada durante la segunda expedición auxiliadora al Alto Perú hasta la batalla de Ayohuma el 13 de noviembre de 1813. En abril de 1814 Belgrano le escribió desde Santiago del Estero a su sucesor como jefe del Ejército del Norte, José de San Martín:

He dicho a usted lo bastante; quisiera hablarle más, pero temo quitar a usted su precioso tiempo y mis males tampoco me dejan; añadiré únicamente que conserve la bandera que le dejé y que la enarbole cuando todo el ejército se forme (...)

El diseño usado por San Martín en la bandera del Ejército de los Andes que hizo confeccionar en Mendoza a fines de 1816 y jurar el 5 de enero de 1817, coincide en la distribución de los colores con la bandera del retrato de Carbonnier: blanca arriba y celeste abajo.

### Adopción de la bandera menor
Cuando retomó la jefatura del Ejército del Norte, en San Miguel de Tucumán en ocasión del cuarto aniversario de la batalla de Tucumán, el 24 de septiembre de 1816 Belgrano adoptó la bandera menor aprobada por el Congreso de Tucumán y se dirigió a las tropas diciendo:

Soldados. Una nueva bandera del ejército os presento, para que reconociéndola sepáis que ella ha de ser vuestra guía y punto de reunión. La que acabo de depositar a los pies de nuestra generala, María Santísima de Mercedes, sirvió al mismo efecto mientras tuve el honor de mandaros. No la perdáis de vista en ningún caso, sea próspero o adverso, pues donde ella estuviere allí me tendréis. Jurad no abandonarla, jurad sostenerla para arrollar a nuestros enemigos y entrar triunfantes, rompiendo las cadenas que cargan sobre nuestros pueblos hermanos. La América y la Europa os miran.; sea el orden, la subordinación y disciplina que observáis y al fin admiren vuestros trabajos, vuestra constancia y vuestro heroísmo, como lo desea vuestro general.

Al decir Belgrano Una nueva bandera del ejército os presento hace pensar a historiadores que estaba presentando al Ejército del Norte una bandera distinta a la que había usado como jefe anterior de ese ejército.

### Las banderas de Macha

Reproducción de la bandera de Macha conservada en el Museo Casa de la Libertad de Sucre, Bolivia.
Reproducción de la bandera de Macha conservada en el Museo Histórico Nacional de Buenos Aires, Argentina.

Ejemplos del posible diseño original de la bandera argentina son las dos encontradas en 1885 en la capilla del paraje de Titiri, dependiente de la parroquia de la localidad boliviana de Macha y a once kilómetros en línea recta del campo de batalla de Ayohuma. Una opinión generalizada es que tales banderas habrían sido usadas por las tropas patriotas directamente comandadas por Belgrano en 1813. Una de ellas tiene la franja central de color azul-celeste y las otras dos franjas blancas; la otra es prácticamente el mismo diseño que se oficializó como bandera menor en 1816. Tal opinión es cuestionada por el Instituto Nacional Belgraniano y por historiadores militares como Juan Beverina.
Las banderas estaban escondidas detrás de dos cuadros de Santa Teresa de Jesús, donde debieron dejarse posiblemente luego de la derrota patriota de Ayohuma, ocurrida el 14 de noviembre de 1813. El escritor Adolfo Mario Golman en su libro Enigmas sobre las primeras banderas argentinas supone que Belgrano en su escape del campo de batalla entregó las banderas al párroco Juan de Dios Aranívar, quien se dirigió a Titiri y las escondió. Golman halló en una biblioteca de Sucre un manuscrito de un cronista de Potosí que describe dos banderas utilizadas por el ejército de Belgrano entre junio y octubre de 1813, una con una franja blanca superior y otra celeste inferior y otra como la actual bandera argentina.
Fueron encontradas por el padre Martín Castro, párroco de Macha, mientras limpiaba el templo y sus imágenes, dos años después, el 16 de octubre de 1883 fueron halladas por su sucesor el padre Primo Arrieta al tomar posesión de la capilla y trasladadas a Sucre. En un acta labrada al respecto en Colquechaca el 10 de septiembre de 1885, Arrieta declaró:

Habiendo tomado posesión el día 16 de octubre de 1883 de la Capilla de Titiri, encontré las dos banderas argentinas arrolladas y sirviendo de especie de marco de dos cuadros de Santa Teresa, y deseando quitar estos adornos sucios, los desenvolví y encontré huellas de sangre, lo que me dio idea del mérito de las banderas y las clavé a la pared cubriéndolas con los dos cuadros dichos. Creo ahora que no pueden ser otras que las traídas por el general Belgrano y perdidas en Ayoma, porque el cuidado y su conservación revela que una mano amiga las guardó, conociendo su importancia moral, en un lugar retirado de la parroquia, como es Titiri, no en el templo principal de donde las habrían arrancado los realistas que vivían y recorrían el país (...) Concluyo pidiendo el honor de esta conservación en la capilla de Titiri, porque el señor cura de entonces, que me consta que fue muy amigo del general Belgrano y cuyo nombre integro lo daré en breve, pues en este momento no lo recuerdo (...) que desapareció de esta parroquia sin sentar las diligencias precisas en los libros parroquiales, cosa indispensable para una entrega pacifica de la parroquia, lo que indica que su patriotismo lo condenó a la proscripción, dejo las reliquias encontradas, constantes de dos banderas argentinas y dos que llevan los colores rojo y azul, con encargo de no tocarlas, pues de otro modo su sucesor las habría sacado de la Capilla de Titiri y Pampuri.

En otra declaración de Arrieta en Potosí en noviembre de 1892 declaró que consultó a dos capilleros indígenas muy ancianos en Charawitu, quienes le contaron que oyeron en su infancia sobre que el cura de Macha, Juan de Dios Aranívar, intervino en la Batalla de Ayohuma, debiendo refugiarse entre los indígenas. Refirieron también que Belgrano se hospedó en la casa parroquial de Macha. Desde el día de la batalla Aranívar desapareció de los registros parroquiales. Contradiciendo su primera declaración, había dicho que junto a las banderas halló otras dos azules y rojas, declaró que solo halló una bandera argentina y otra azul y roja. La declaración habría tenido el objeto de esconder una bandera para no entregarla a la Argentina.

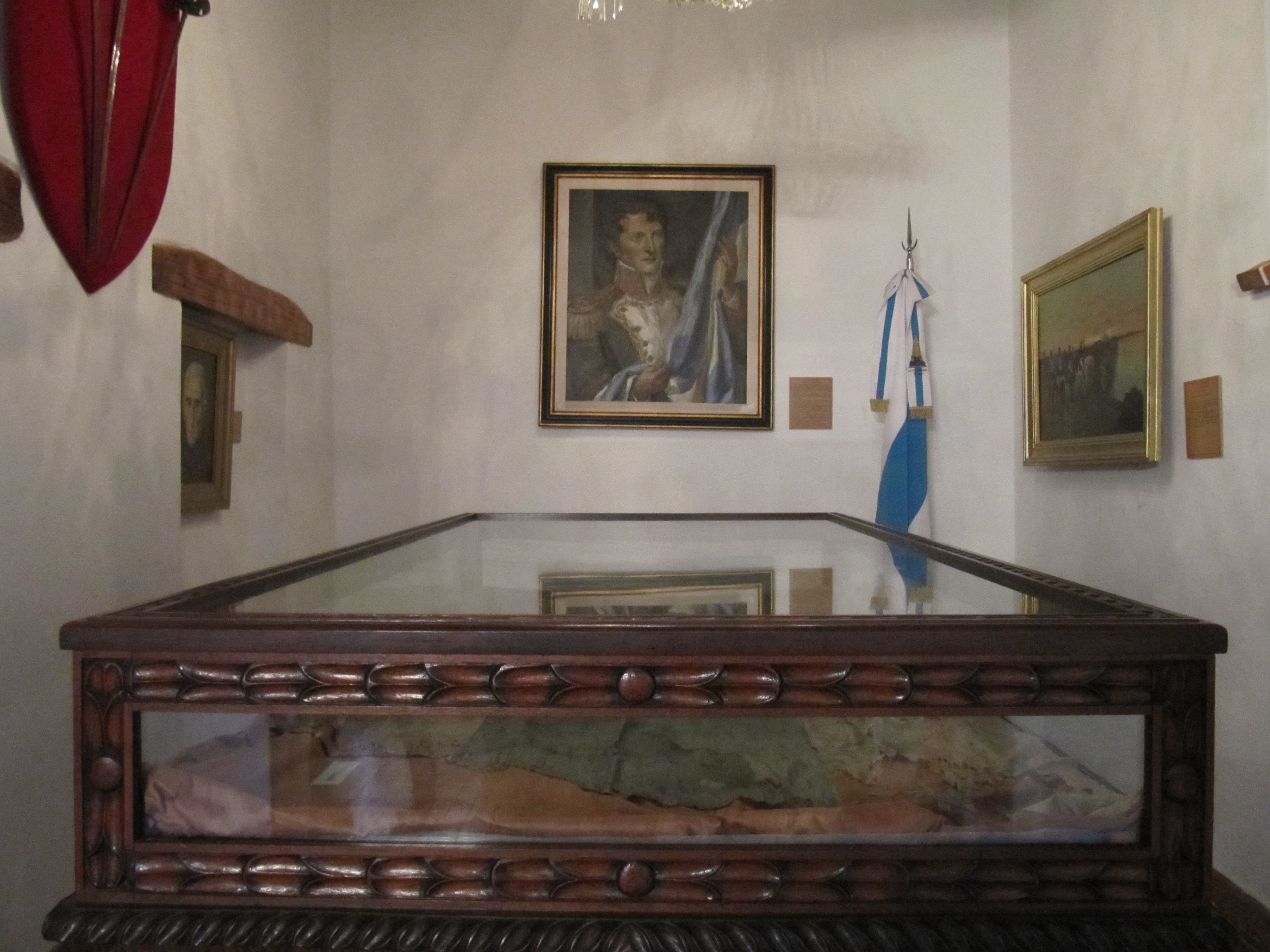
Bandera de Macha en la Casa de la Libertad, Sucre, Bolivia. Escoltada (al fondo) por la bandera de la provincia de Tucumán, Argentina, inspirada en sus colores e historia.

Una de las banderas, la con la franja blanca al medio, fue donada a la Argentina por el Gobierno de Bolivia por medio de un acta diplomática en 1896, y es conocida como Bandera de Ayohuma. Se la exhibe en el Museo Histórico Nacional con la identificación: Bandera que llevó el general Belgrano en la campaña del Alto Perú en 1813. Entregada por el gobierno de Bolivia. Es de seda, de 2,40 por 1,60 metros.
La otra bandera se conserva en el Museo Casa de la Libertad en Sucre, donde se la llama Bandera de Sucre. Fue reclamada por la Argentina a fines del siglo XIX, pero Bolivia consideró que podría haber pertenecido a algún cuerpo auxiliar altoperuano.
Algunos autores creen que las dos banderas de Macha son realmente las banderas enarboladas por Belgrano en Rosario (la celeste al medio) y Jujuy (la blanca al medio). Sin embargo, en su oficio del 18 de junio de 1812 Belgrano dijo desde Jujuy que no habría sido yo el que hubiese vuelto á enarbolar tal bandera, dando a entender que se trataba de la misma izada en Rosario.
El historiador Eduardo O. Dürnhöfer abordó el tema refiriendo que cuando fue comisionado por el Museo Histórico Nacional en 1997 para viajar a Sucre portando una carta solicitando la devolución de la bandera de Manuel Belgrano, iba creyendo que la bandera que estaba en Bolivia era de color azul y roja, según se había informado en 1885 cuando fueron encontradas las banderas. Sin embargo, la bandera que estaba en Sucre era blanca-celeste-blanca, con manchas de sangre seguramente producidas por una batalla, razón por la cual se había informado erróneamente que la bandera tenía colores azul-rojo. Además, afirma que la bandera que entonces se devolvió a Argentina sería falsa, habiendo sido preparada por damas chuquisaqueñas de entonces, según publicaciones bolivianas que él mismo encontró.

## Otras banderas

Bandera donada por Manuel Belgrano al Cabildo de Jujuy.
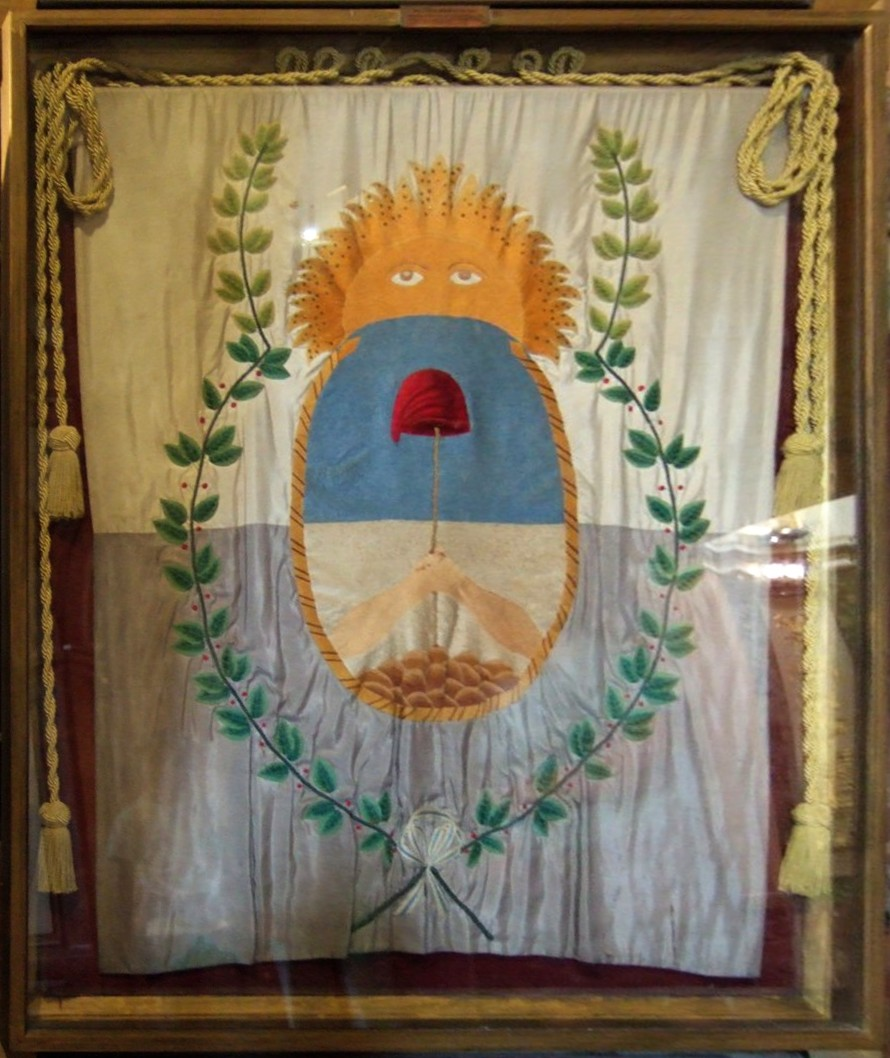
Bandera del Ejército de los Andes (réplica, original: 1817).

Luego del triunfo de Salta, Belgrano el 25 de mayo de 1813 entregó la bandera del ejército al Cabildo de Jujuy. Al día siguiente donó al pueblo de Jujuy una bandera blanca con el sello de la Asamblea en agradecimiento por el Éxodo Jujeño, con el objeto de remplazar el estandarte real. Esto ha provocado un equívoco, ya que se supuso que tal bandera se trataba de la primera bandera nacional argentina. En la actualidad el diseño de dicha bandera es el de la bandera de Jujuy.
Por su parte, a fines de 1816 José de San Martín hizo confeccionar para el Ejército de los Andes, que estaba por iniciar su campaña emancipadora, la llamada bandera de los Andes, bandera cuyo diseño es el que adoptó la provincia de Mendoza para su bandera.

## Abandono de las banderas españolas

### Estandarte Real

El paseo del estandarte real de Buenos Aires fue sustituido por el paseo de la bandera albiceleste en 1813.

El Estandarte Real de la ciudad de Buenos Aires era de damasco encarnado con flecos amarillos y cordones del mismo color, en una cara estaba la imagen de la Madre de Dios y del otro las figura de las armas reales que ostentaba un cuartelado de Castilla y León. El estandarte de Buenos Aires no era una excepción. El fondo de color rojo con flecos y cordones de oro, y una cara con el escudo con las armas reales de la ciudad, y la otra con la imagen del santo o patrona, fueron una constante colonial. Por orden de la Junta de gobierno de Buenos Aires la fecha del paseo del estandarte real se trasladó al 25 de mayo en conmemoración de la instauración de la libertad. El paseo del estandarte real fue suprimido por la Regencia y las Cortes de España en 1812. En el año 1813 el Triunvirato estableció el paseo de la bandera de tres franjas, dos de azul-celeste y blanca la central, denominada "pendón de la libertad", en la celebración del 25 de mayo. El paseo de la bandera nacional sustituyó pues al del estandarte real.

### Bandera naval y de fortificaciones

Bandera militar española utilizada en el Fuerte de Buenos Aires hasta el 17 de abril de 1815 situada en el torreón de la casa que hospedaba al gobierno.

Los colores rojigualda de la bandera española de la armada y fortalezas eran los que ondeaban en el Fuerte de Buenos Aires, lugar donde se alojaba la sede de gobierno del virreinato del Río de la Plata, desde la aplicación de las Ordenanzas Generales de la Armada Naval del 8 de marzo de 1793:

Las Banderas de mis baxeles de guerra, como las de mis Plazas Marítimas, sus Castillos y otros qualesquiera de las Costas, será de tres listas, la de en medio amarilla ocupando una mitad, y la alta y baxa encarnadas iguales, esto es, del quarto de la anchura, con mis Armas Reales de solo los Escudos de Castilla y León con la Corona Imperial en la lista de en medio.

Esta bandera fue adoptada por el rey Carlos III de España, por real decreto de 28 de mayo de 1785, para uso de los buques de guerra. Aunque el Fuerte de Buenos Aires no dependía de la Armada Naval, sino que del Ejército, ese otros qualesquiera de las Costas lo incluía. El Gobierno de las Provincias Unidas del Río de la Plata, luego del 25 de mayo de 1810, continuó usando oficialmente la bandera rojigualda en el fuerte.
Cuando el gobierno patriota ofició a Belgrano el 3 de marzo de 1812, le ordenó no levantar un símbolo nacional nuevo (albiceleste) y le envió una rojigualda para uso militar, diciéndole que es la que hasta ahora se usa en esta fortaleza, y que hace el centro del estado. Sin embargo en esa fecha no había una declaración de independencia argentina aún, ni tampoco una constitución de la nación española.
El enviado portugués, teniente coronel Juan Rademaker, informó a Lord Strangford el 10 de junio de 1812 que vio en el teatro de Buenos Aires el 24 de mayo de 1812 una obra titulada El Veinticinco de Mayo, en la cual su creador, Luis Ambrosio Morante, enarboló una bandera:

(...) a nova bandeira nacional, que é azulceleste e branca.

El 23 de agosto de 1812, para festejar la derrota de la asonada de Álzaga, un grupo de patriotas izó una bandera celeste y blanca en la iglesia de San Nicolás de Bari en Buenos Aires, desconociéndose su composición, aunque algunos la suponen blanca en el medio.
En sus Memorias Curiosas Juan Manuel Beruti dijo que el 5 de octubre de 1812:

(...) y al ponerse el sol que se arrió la bandera del Fuerte, contestando a éste los barcos de guerra, habiendo tenido el pueblo el gusto de ver que en la misma asta de bandera se puso por el gobierno en la parte superior un gallardete de color celeste y blanco, divisa de la patria, que dominaba la bandera española y amarillo y encarnado que estaba debajo, de la nuestra (...)

Para el 25 de mayo de 1813 añadió: que este día no se puso bandera española en el Fuerte.
Pedro José Agrelo refirió en su autobiografía que la Asamblea de 1813:

Se mandó quitar de todas partes la bandera española y se sustituyó, de hecho, el nuevo escudo y bandera azulceleste y blanco, que se sancionara después de derecho para la República cuando se declaró la independencia.

El 16 de octubre de 1813 el gobernador de Montevideo, Gaspar de Vigodet, informó a España:

Nos enteramos que los rebeldes de Buenos Aires han enarbolado un pabellón con dos listas azulceleste a las orillas y una blanca en medio.

Esa fue la bandera que portaron los buques de la escuadra durante la Campaña Naval de 1814 y la que izó por primera vez y afirmó con 21 cañonazos en la bahía de Montevideo la Hércules tras la victoria en el Buceo.
Desde el 17 de abril de 1815 la bandera celeste y blanca de tres franjas remplazó a la rojigualda en el Fuerte de Buenos Aires la tradicional sede del gobierno.

Este nuevo día amaneció (...) puesta en el asta de la Fortaleza, la Bandera de la Patria, celeste y blanca, primera vez que en ella se puso, pues hasta entonces no se ponía otra sino la española cuya bandera la hizo poner el Comandante de la Fortaleza, que el día antes fue nombrado para su cuidado y defensa, el Coronel Luis Beruti, con lo cual entusiasmó sobremanera el pueblo en su defensa, y desde este día ya no se pone otra sino la de la Patria.
Memorias Curiosas de Juan Manuel Beruti

En el Museo Histórico Nacional existe una bandera rojigualda que flameó en el fuerte de Buenos Aires, y que no respeta las proporciones reglamentarias impuestas por Carlos III, ya que las tres franjas tiene el mismo tamaño.

## Bouchard y la extensión del uso
El 27 de junio de 1817 Hipólito Bouchard obtuvo la patente para sus barcos y el 9 de julio de 1817 zarpó al mando de la fragata La Argentina desde la ensenada de Barragán para cumplir un crucero de corso que habría de durar dos años.
Al trazar el rumbo que seguiría la embarcación, Bouchard había planeado navegar en busca de la gran corriente sur-ecuatorial, que atraviesa el océano Atlántico hasta las costas africanas, lo que le permitiría bordear el Cabo de Buena Esperanza con el fin de perseguir los navíos de la Compañía de Filipinas que navegaban por las costas de la India. Inspirado por las luchas independentistas, Bouchard se enlistó en la joven Armada Argentina y luego pelearía como granadero a caballo en el famoso combate de San Lorenzo, impresionando al propio general José de San Martín, libertador de Argentina. Bouchard zarpó hacia las costas de California el 25 de octubre de 1818 llevando consigo un importante poder de fuego conjugando su fragata La Argentina ondeando la bandera en Monterrey y California.
Los colores y el formato de la bandera argentina, tras las campañas navales comandadas por Bouchard, atacando las posiciones realistas de Sonsonate (El Salvador) y El Realejo (Nicaragua) en 1818 y 1819 respectivamente, fueron incorporados a la bandera de las Provincias Unidas de Centroamérica por el líder independentista Manuel José de Arce y Fagoaga. Esta bandera tenía tres franjas horizontales azules y blancas y llevaba inscripta la divisa "Dios, Unión y Libertad", y es por esto que las banderas de El Salvador, Honduras y Nicaragua son semejantes a la bandera argentina, siendo la de Guatemala una variación de ésta. La bandera actual de Costa Rica es una modificación de la bandera de las Provincias Unidas de América Central con el añadido de la franja roja central y el ensanchamiento de la franja central. Las fuentes oficiales definen también la referencia a la tricolor francesa. Además, Costa Rica tuvo una enseña con los colores patrios argentinos.
Al independizarse las Provincias Unidas de Centroamérica (formadas por los actuales países de El Salvador, Nicaragua, Honduras, Guatemala y Costa Rica), adoptaron no sólo ese nombre sino también la bandera diseñada por el líder independentista Manuel José Arce, quien al presentarla recordó expresamente a los héroes argentinos San Martín y Belgrano. La bandera en cuestión constaba de tres franjas horizontales azules y blancas y llevaba inscripta la divisa “Dios, Unión y Libertad”, que también estaba inspirada en la de las Provincias Unidas. Posteriormente, al separarse dichos estados, cada uno adoptó un diseño derivado del original.

## Bandera de la Liga de los Pueblos Libres
José Gervasio Artigas expresó en su oficio al gobernador de Corrientes, José de Silva, del 4 de febrero de 1815 sobre la bandera que había adoptado el 30 de enero para la Liga Federal:

Buenos Aires sigue engañando al mundo entero con su falsa política. Disimulan la bandera azul y blanca y sigue flameando el pabellón español. Yo he ordenado en todos los pueblos libres que se levante una bandera igual a la de mi cuartel general: blanca en medio, azul en los extremos y en medio de estos unos listones colorados, signo de distinción de nuestra grandeza, de nuestra decisión por la República y de la sangre derramada para sostener nuestra libertad e independencia.

## Banderas de Tucumán
En la iglesia del Convento de San Francisco de San Miguel de Tucumán se conservan al lado del altar mayor las reliquias de dos banderas de seda, que la tradición popular atribuye erróneamente a Belgrano. En 1942 las dos banderas fueron vistas por dos historiadores, describiéndolas como: de tres franjas, blanca la del centro y celestes la de los extremos, a lo largo Y: es de tafetán muy delgado, los colores celeste y blanco está ya bastante borrados, presentando un tono amarillento, leyéndose la siguiente inscripción: “A la Escuela de San Francisco – 1814 – Donó don Bernabé Aráoz. Gobernador”.
Un acta del 7 de septiembre de 1813 menciona que:

En la escuela se ha puesto una bandera de tafetán celeste y blanco con sus borlas de lo mismo y dos cintas de más de cuatro dedos de ancho, una blanca y otra celeste que penden de la lanza, ésta es de lata con su asta de dos varas y tres cuartas, que la costeó el gobierno para los pasos de los jueves por la plaza y otras actividades que se hagan por orden del Gobierno.

## Banderas oficiales

### Bandera menor
El 26 de enero de 1814 se estableció que la banda del director supremo fuera blanca en el centro y azul en los costados.
En las instrucciones impartidas a los corsarios: Tomás Taylor (20 de julio de 1815); Jorge P. de Sontag (22 de mayo de 1815); Guillermo Brown (2 de septiembre de 1815); Andrés Barrios (21 de septiembre de 1815); e Hipólito Bouchard (22 de septiembre de 1815) se dispuso:

Si se trabare algún combate se tremolará al tiempo de él el pabellón de las Provincias Unidas a saber: blanco en el de su centro y celeste en los extremos al largo.

Once días después de proclamar la independencia argentina, el 20 de julio de 1816 el Congreso General Constituyente estableció por ley una bandera menor como símbolo de las Provincias Unidas del Río de la Plata, a propuesta de los diputados Esteban Agustín Garzón y Juan José Paso.

Después de leidos muchos pliegos y contestaciones á otros ántes recibidos, se traxo á la vista el proyecto de decreto sobre la bandera menor presentado por el secretario Serrano, encargado de su formacion, que fue aprobada, y su tenor como sigue.

DECRETO

Elevadas las Provincias Unidas en Sud-América al rango de una Nacion, después de la declaratoria solemne de su independencia, será su peculiar distintivo la bandera celeste y blanca que se ha usado hasta el presente, y se usará en lo sucesivo exclusivamente en los exércitos, buques y fortalezas, en clase de bandera menor, ínterin, decrétada al término de las presentes discusiones la forma de gobierno mas conveniente al territorio, se fixen conforme á ella los geroglíficos de la bandera nacional mayor. Comuníquese a quienes corresponda para su publicación.

Francisco Narciso de Laprida, diputado presidente. Juán José Paso, diputado Secretario
Decreto del Congreso de Tucumán, 20 de julio de 1816

La bandera menor aprobada estaba dividida en tres fajas horizontales de igual tamaño, de color celeste la superior e inferior y color blanco la central.

### Sol incaico y bandera mayor

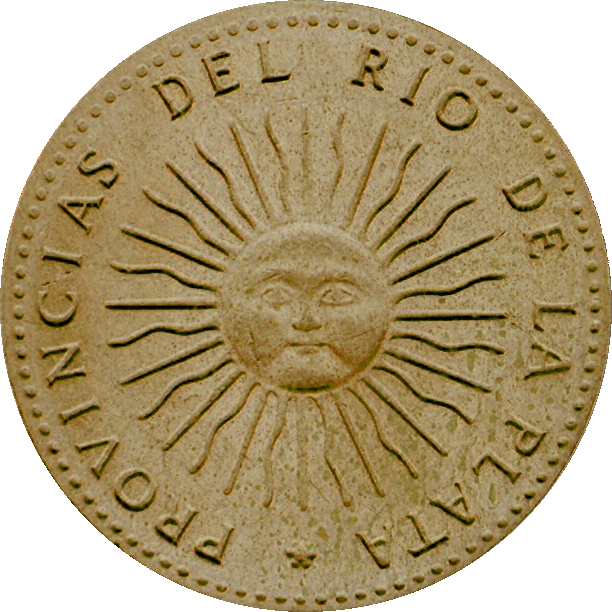
Sol de mayo en la primera moneda de las Provincias Unidas del Río de la Plata.

Como respuesta a un pedido de aclaratoria sobre el uso de la bandera realizado por el [Directorio|director supremo] [Juan Martín de Pueyrredón] el 9 de enero de 1818, el Congreso aprobó el 25 de febrero el dictamen del diputado Luis José Chorroarín, comisionado al efecto, de incluir un sol.

El Señor Chorroarin comisionado para abrir dictamen sobre las notas del P. E. en orden á la diferencia de las banderas nacionales, y a la divisa de los Generales en campaña, expuso sobre lo primero, que era de parecer que sirviendo para toda bandera nacional los dos colores blanco y azul en el modo y forma hasta ahora acostumbrada fuese distinctivo peculiar de la bandera de guerra un Sol pintado en medio de ella: cuyo proyecto, adoptado por la sala después de algunas reflexiones, quedó aprobado.

El 2do. proyecto fue: que todos los que por ordenanza, decreto, ó estatuto deban o puedan traher bandas, inclusos los Grandes Oficiales de la Legión de Merito de Chile, la usasen del modo ordinario, y acostumbrado, y porque la banda que sirve de divisa al Supremo Director del Estado debe diferenciarse de las otras de suerte que jamas se confunda con ellas, y que sea bastante notable la diferencia, serán peculiares y privativos de ella los dos colores blanco y azul que la distinguen en la forma que hasta ahora se han usado, y en ella se pondrá un sol bordado de oro en la parte que cruza desde el hombro hasta el costado de modo que caiga sobre el pecho, y se haga bien visible. Este proyecto, después de discutido suficientemente, quedó aprobado.
Sesión del día 25 de febrero de 1818

Bandera argentina de 1818.

Este sol, llamado el Sol de Mayo, es el que aparece en el centro de la bandera. Es un sol figurado con rostro humano, de color oro amarillo con treinta y dos rayos: 16 flamígeros apuntando o "girando" en sentido horario, y 16 rectos colocados alternativamente, según diseño de la primera moneda argentina, la moneda de oro de ocho escudos y la de plata de ocho reales, establecidas por ley de la Asamblea General del 13 de abril de 1813. Este diseño del sol, llamado también Sol de Mayo, se debe al orfebre peruano Juan de Dios Rivera Túpac-Amaru (apodado "El Inca", ya que era descendiente de una ñusta [princesa incaica]), quien adoptó el símbolo del Inti o sol inca como emblemático de la nación argentina.
La ley del 25 de febrero de 1818 definió el color de la bandera como blanco y azul en vez de blanco y celeste, lo cual dio lugar al oscurecimiento del celeste, aunque se aclaraba que era en el modo y forma hasta ahora acostumbrada.
Durante la Guerra del Brasil se utilizó en la bandera argentina el color azul heráldico, el azur, testimonio de ello es la bandera "corneta" que las damas de la Sociedad de Beneficencia donaron al almirante Guillermo Brown en memoria del Combate de Los Pozos del 11 de junio de 1826.

### Banderas de Rosas

Bandera rosista usada durante la Confederación Argentina.

Durante la época de Juan Manuel de Rosas el Partido Federal se identificaba con el color rojo punzó, mientras que el Partido Unitario lo hacían con el celeste. Las banderas provinciales usadas por la Confederación Argentina utilizaron el color azul, en Buenos Aires pasó a ser azul, blanca y azul, con cuatro gorros frigios, uno en cada ángulo. Rosas luego oscureció más el azul llevándolo a azul turquí.

Sus colores son blanco y azul oscuro con un sol colorado en el centro y en los extremos el gorro punzo de la libertad. Esta es la bandera Nacional por la ley vigente. El color celeste ha sido arbitrariamente y sin ninguna fuerza de Ley Nacional, introducido por las maldades de los unitarios. Se le ha agregado el letrero de ¡Viva la Federación! ¡Vivan los Federales Mueran los Unitarios!.
Carta de Rosas al coronel Vicente González, encargado de la Guardia del Monte, del 23 de marzo de 1846

Por este motivo debo decir a V. que tampoco hay ley ni disposición alguna que prescriba el color celeste para la bandera nacional como aun se cree en ciertos pueblos (...) El color verdadero de ella porque está ordenado y en vigencia hasta la promulgación del código nacional que determinará el que ha de ser permanente es el azul turquí y blanco, muy distinto del celeste.
Carta de Rosas al gobernador de Santiago del Estero, Felipe Ibarra, entre abril y julio de 1836

Los partidarios del azul (azur) han señalado que el celeste no es un color heráldico, por lo que no pudo ser el color de la bandera, pues la demás banderas de la época seguían las reglas heráldicas.

### Cambios en la bandera y reglamentaciones sobre su uso después de la organización nacional
Después de la caída del régimen de Rosas tras la Batalla de Caseros en 1852 se utilizó la azul-celeste y blanca y la azul y blanca.
En 1869 el presidente Domingo Faustino Sarmiento autorizó embanderar casas y edificios en las fechas patrias, hasta entonces prohibido, otorgándole un sentido más popular y democrático a su significación.
En 1878 se estableció la primera polémica sobre la necesidad de fijar los colores de la bandera: el unitario Bartolomé Mitre propuso el celeste y blanco, y Mariano A. Pelliza y C. Frigeiro sostuvieron que el verdadero color era el azul de 1818.
El 25 de abril de 1884 el presidente Julio Argentino Roca dictó un decreto limitando nuevamente el uso de la bandera con sol.

(...) tanto la bandera nacional de guerra, con un sol al centro, decretada por el Congreso de 1818, como los pabellones de las Naciones amigas son de uso exclusivo de los gobiernos (...)

En 1885 se autorizó la bandera azul y blanca para el cuerpo diplomático, y en 1895 el presidente José Evaristo Uriburu estableció el celeste y blanco, confirmándose con el decreto del presidente Figueroa Alcorta, del 24 de mayo de 1907, los colores celeste y blanco para la bandera.
En 1943 el Presidente —no electo— Pedro Pablo Ramírez, gobernador militar de facto, dictó los decretos 1027, 5256 y 6628, del 19 de junio, 13 y 26 de agosto respectivamente, reglamentando la Bandera Oficial de la Nación, el tipo de sol y la banda que distingue al Jefe del Estado. Dispuso que la bandera nacional debe tener el sol, limitando su uso las dependencias oficiales, debiendo los particulares utilizarla sin sol.

### Decreto de 1944
Mediante el Decreto N° 10302 del Presidente —no electo— Edelmiro Farrell, gobernador militar de facto, del 24 de abril de 1944, se confirmó esas normas, y sobre la base de investigaciones históricas se dispuso en sus considerandos:

Que la Bandera Nacional, creada por el General Belgrano el 27 de febrero de 1812, fue consagrada con los mismos colores “celeste y blanco” por el Congreso de Tucumán, el 20 de julio de 1816 y ratificada por el mismo cuerpo en Buenos Aires, el 25 de febrero de 1818;

Que la sanción de 1818, consigna “azul” y agrega: “en el modo y forma hasta ahora acostumbrado”, lo que para el General Mitre, autorizado intérprete en esta cuestión fundamental, significa que quedaba en todo su vigor lo anterior sobre el color, “que siendo la regla le sirve de comentario”;

Que corresponde, entonces, tomar la expresión: “en el modo y forma hasta ahora acostumbrado”, no solo en cuanto atañe a la forma del paño, sino al color que tuvo presente el soberano cuerpo de Tucumán, al expresar en 1816, inmediatamente de las palabras “celeste y blanca”: “de que se ha usado hasta el presente”;

Que no debe mudarse por otro el matiz impuesto por el benemérito creador de la enseña patria, al inaugurar la bandera en 1812 formada de “blanco y celeste”, “conforme a los colores de la escarapela nacional”, que nos habría de distinguir de las demás naciones;

Que este matiz del azul (el celeste) que quiere decir azul claro como el del cielo, fue adoptado también por el General San Martín en 1817, al formar la enseña capitana que recogió la gloria del Ejército de los Andes;

Agregó además el decreto como factor decisivo las instrucciones a Brown y Bouchard, y Que estos colores están vinculados a la mejor tradición de España que nos dio su religión, su genio y su lengua.

Artículo 2°.- La Bandera Oficial de la Nación es la bandera con sol, aprobada por el “Congreso de Tucumán”, reunido en Buenos Aires el 25 de febrero de 1818. Se formará según lo resuelto por el mismo Congreso el 20 de julio de 1816, con los colores “celeste y blanco” con que el General Belgrano, creó el 27 de febrero de 1812, la primera enseña patria. Los colores estarán distribuidos en tres fajas horizontales, de igual tamaño, dos de ellas celeste y una blanca en el medio. Se reproducirá en el centro de la faja blanca, de la bandera oficial, el Sol figurado de la moneda de oro de ocho escudos y de la de plata de ocho reales que se encuentra grabado en la primera moneda argentina, por Ley de la Soberana Asamblea General Constituyente de 13 de abril de 1813 con los treinta y dos rayos flamígeros y rectos colocados alternativamente y en la misma posición que se observa en esas monedas. El color del Sol será el amarillo del oro.

Artículo 3°.- Tienen derecho a usar la Bandera Oficial, el Gobierno Federal, los Gobiernos de Provincias y Gobernaciones. Los particulares usarán solamente los colores nacionales en forma de bandera, sin sol, de escarapela o de estandarte, debiéndoseles rendir siempre el condigno respeto.
Decreto Nº 10302/944

### Ley de 1985
La última norma legal sancionada, con referencia a la bandera nacional de argentina, se hizo durante el gobierno del Presidente Dr. Raúl Alfonsín, la Ley nº 23.208, sancionada el 25 de julio, promulgada por decreto 1.541 el 16 de agosto de 1985. Estableció como «bandera argentina única» a la «celeste y blanca con el sol en su centro», y determinó en su artículo 1º quiénes tienen derecho a usar la Bandera Oficial de la Nación, permitiendo tener una bandera nacional única para utilización de todos los argentinos.

Bandera menor, de uso civil hasta 1985.

Bandera de guerra, de uso oficial hasta 1985, actual Bandera de la Argentina.

Esta nueva normativa estableció que el "Sol de Mayo", llamado también "Sol Inca" y "Sol de Guerra", debe figurar en todas las banderas argentinas.

Ley nº 23.208 
Artículo 1: Tienen derecho a usar la Bandera Oficial de la Nación, el Gobierno Federal, los Gobiernos Provinciales y del Territorio Nacional de la Tierra del Fuego, Antártida e Islas del Atlántico Sur, así como también los particulares, debiéndosele rendir siempre el condigno respeto y honor.

Artículo 2: Derógase el artículo 2 del decreto de fecha 25 de abril de 1884; y el artículo 3 del decreto 10.302- 44, de fecha 24 de abril de 1944.

### Normativa de diseño actual
Entre 2002 y 2004 una serie de normas IRAM estableció las características de las banderas argentinas, incluyendo sus colores.
Actualmente el diseño de la bandera está normalizado por las siguientes normas IRAM:
- IRAM-DEF D 7679: 2002 Bandera Argentina de ceremonia: características
- IRAM-DEF D 7677: 2002 Bandera Argentina de izar: características
- IRAM-DEF D 7675: 2003 Bandera Argentina de ceremonia: accesorios
- IRAM-DEF D 7674: 2004 Bandera Argentina: características de su confección

Los colores oficiales son el cerúleo (azul celeste) para las franjas superior e inferior, el blanco para la franja central, el amarillo dorado para el sol, y el castaño para los detalles oscuros en el rostro del sol. Estos colores se establecen en coordenadas CIELab.